# 千葉県道402号長生茂原自転車道線
千葉県道402号長生茂原自転車道線（ちばけんどう402ごう ちょうせいもばらじてんしゃどうせん）は、千葉県長生郡一宮町から茂原市に至る一般県道として認定された自転車道である。通称一宮川自転車道（いちのみやがわじてんしゃどう）。長生郡一宮町一宮（中之橋） - 茂原市茂原の間は一宮川に沿っている。

## 路線データ
- 起点：長生郡一宮町一宮（一宮海岸、千葉県道405号九十九里一宮大原自転車道線交点）
- 終点：茂原市国府関（大源橋、茂原市道交点）
- 総延長：*.* km（長生土木事務所管内：*.* km）
- 重用延長：*.* km（長生土木事務所管内：*.* km）
- 実延長：16.378 km（長生土木事務所管内：16.378 km[1]）

## 通過する自治体
- 千葉県
  - 長生郡一宮町
  - 茂原市
  - 長生郡長生村

## 交差・接続する道路
- 千葉県道405号九十九里一宮大原自転車道線：長生郡一宮町一宮（一宮海岸、起点）
- 千葉県道30号飯岡一宮線：長生郡一宮町一宮（信号交差点）
- 千葉県道228号一宮停車場線：長生郡一宮町一宮（r30交点） - 一宮（一宮町役場下交差点） ※一部重複

長生郡一宮町一宮（中之橋）で一宮川と並行開始
- 外房線：長生郡一宮町船頭給（一宮川橋梁）
- 国道128号：長生郡一宮町宮原（一宮橋）
- 千葉県道85号茂原夷隅線：長生郡長生村七井土（北川橋）
- 千葉県道293号茂原環状線：長生郡長生村七井土（東橋）
- 千葉県道27号茂原大多喜線：茂原市茂原西（昭和橋）
- 千葉県道13号市原茂原線：茂原市茂原（亀齢橋）
- 国道409号：茂原市高師（酒盛橋）
- 千葉県道293号茂原環状線：茂原市長谷（備橋）
- 茂原市道：茂原市国府関（大源橋、終点）